# 산당

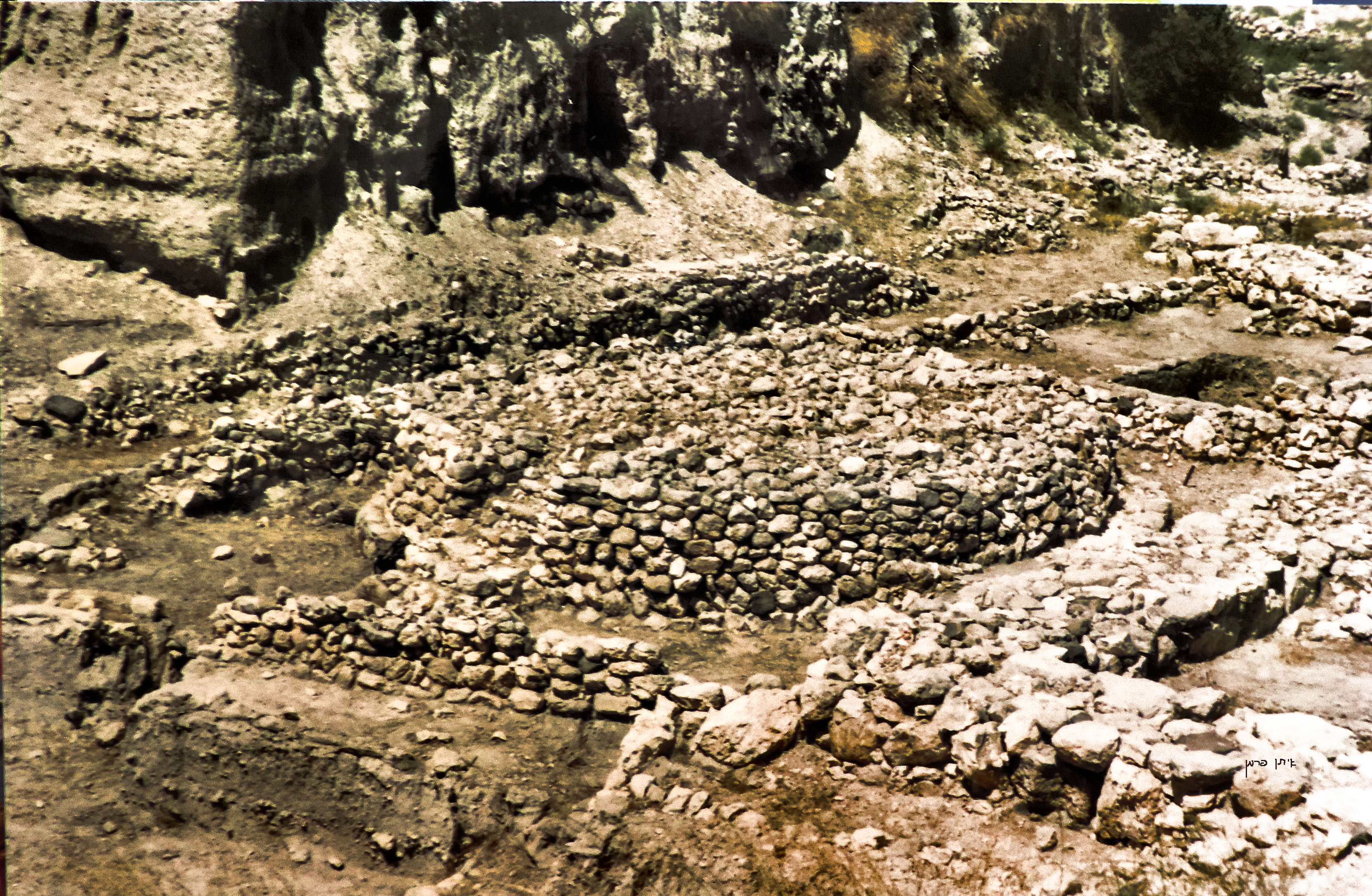
므깃도의 산당

산당(山堂, high place, 히브리어 במה bamah, 복수형 במות  bamot 또는bamoth)는 성경 문맥에서는 항상 여호와 하나님이 허락하지 않은"예배의 장소"를 의미한다. 원래 이 단어는 앗시리아 시대부터 땅과 바다와 구름의 높은 곳에서 타거나 서있는 시적인 표현으로 사용되었다. 후에 셈족들에게 변화가 나타나는데 예배를 위하여 높은 곳에 인위적으로 만든 플랫폼이나 돌 언덕을 뜻하게되었다. 
이스라엘 보다는 가나안 민족에게 더 중요한 종교적 단어이었는데 가나안 정복후에 이 장소들에서이스라엘 민족이 이교도적인 예배를 하였다.

## 산당의 역사
산 위에 세워진 신전. 히브리어로 ‘바마’인데, ‘높은 곳’이란 뜻이다. 산당은 특히 푸른 나무 아래 세워졌는데, 이는 푸른 나무가 키가 크고 가지가 무성하며 아주 오래된 일종의 고목으로서 매우 신성시되었기 때문이다. 가나안 족속들은 산당에서 바알이나 아세라 우상을 숭배하였는데(민 22:41; 왕상 12:31; 14:23), 여사제(女司祭)들과 더불어 관능적인 예배 의식이 진행되는 등 이들의 산당 예배는 매우 타락하고 부도덕하였다(겔 16:16). 때문에 하나님께서는 가나안 정복과 함께 우상의 신전들을 파괴하도록 명령하셨다(민 33:52). 하지만 이스라엘은 원주민을 완전히 몰아내지 못했고, 그 영향으로 이스라엘 백성도 산당을 짓고 거기서 하나님께 예배를 드렸다(삿 2:12). 그리고 실제로 기브온 산당의 기능을 통해서도 볼 수 있듯이 다윗 시대나 솔로몬 시대에 성전이 세워지기 이전까지 산당은 예배를 드리는 데 매우 중요한 위치를 차지하였다(대상 16:39; 21:29; 대하 1:3, 13). 하지만 솔로몬 때 성전이 지어진 후에도 과거의 전통에 따라 이스라엘 백성의 산당 예배는 여전히 지속되었고 이는 곧 우상 숭배로 이어지기 일쑤였다.
그후에 아사(대하 14:2-5), 여호사밧(대하 17:5-6), 히스기야와 같이 여호와를 섬기는 신실한 왕들은 산당들을 훼파하였으나(대하 31:1) 여로보암(왕상 12:26-31), 여호람(대하 21:9, 11), 아하스(대하 28:24-25), 므낫세(왕하 21:1, 3)와 같이 악한 왕들은 반대로 산당을 재건하고 우상을 숭배하였다. 이후 유다 왕국의 마지막 성군(聖君) 요시야는 산당을 제거하는 종교개혁(왕하 22:8-20)을 단행하였으나 그의 죽음으로 유다 왕국은 바벨론에 멸망당할 때까지 다시금 우상 숭배가 성행하게 되었다.